# Surda (Ramal·lah)
Surda (àrab: سرده, Surda) és una vila palestina de la governació de Ramal·lah i al-Bireh, al centre de Cisjordània, situada 6 kilòmetres al nord-est de Ramal·lah. Segons l'Oficina Central d'Estadístiques de Palestina (PCBS), tenia 1.319 habitants en 2016. És el lloc de naixement del diplomàtic palestí Hasan Abdel Rahman.